# Rudolf Koch-Erpach
Rudolf Koch-Erpach (9 de abril de 1886 - 28 de noviembre de 1971) fue un general alemán durante la Segunda Guerra Mundial quien comandó el LVI Cuerpo Panzer y el 1.er Ejército.

## Biografía
Koch-Erpach nació en Múnich, y finalmente alcanzó el rango de general. En 1939, comandó la 8.ª División de Infantería durante la invasión de Polonia. El 24 de junio de 1940, después de la batalla de Francia se le concedió la Cruz de Caballero de la Cruz de Hierro. Entre el 1 de noviembre de 1940 y el 1 de marzo de 1941, Koch-Erpach comandó el LX Cuerpo alemán. Después de un corto descanso, brevemente comandó el XXXV Cuerpo entre el 1 de abril de 1941 y el 1 de mayo de 1941.
Koch-Erpach comandó el Distrito Militar VIII entre el 1 de mayo de 1942 y el 26 de enero de 1945. El cuartel general de este distrito militar se hallaba en Breslavia y el distrito incluía Silesia, Sudetenland, parte de Moravia, y partes del sudoeste de Polonia. El Distrito Militar VIII cesó las operaciones en febrero de 1945. Entre el 26 de enero de 1945 y el 10 de abril de 1945, Koch-Erpach comandó el LVI Cuerpo Panzer. Más tarde en 1945, Koch-Erpach fue el comandante activo del 1.º Ejército alemán durante dos días antes del fin de la guerra, del 6 de mayo al 8 de mayo. Murió en Bad Boll.

## Condecoraciones
- Cruz de Caballero de la Cruz de Hierro el 24 de junio de 1940 como Generalleutnant y comandante de la 8.ª División de Infantería[1]